# Blind Bay
Die Blind Bay (in Argentinien Bahía Ciega ‚Blinde Bucht‘) ist eine kleine Bucht im nordöstlichen Ende des Bourgeois-Fjords, welche die Fallières-Küste mit der Loubet-Küste im Westen des Grahamlands auf der Antarktischen Halbinsel verbindet.
Eine erste Vermessung der Bucht nahmen 1936 Teilnehmer der British Graham Land Expedition (1934–1937) unter der Leitung des australischen Polarforschers John Rymill vor. Der Falkland Islands Dependencies Survey benannte sie infolge einer 1949 durchgeführten Vermessung so, da sie für die Hundeschlittengespanne des Survey eine Sackgasse (englisch blind alley) darstellte.